# Круна
Круна, венац (ијек. вијенац; дијадема, или стема) је једна од највећих владарских инсигнија монарха. Сматра се симболом божанске власти монарха, политичке моћи, легитимности, славе и иморталности. Круне носе владари често садрже драгуље.
Поред традиционалног облика, круне такође могу бити у облику венца и могу бити направљене од цвећа, храстовог лишћа или трња, и могу их носити особе које нису монарси у различитим контекстима. У религиозној уметности се слично користи круна од звезда .
Венац је обруч од племенитог метала опточеног драгим камењем и бисерима, док је изнутра постављен гримизном тканином.
У Србији су преовлађивали венци рађени по узору на византијске, да би у доба деспотовине почели да преовлађују западни утицаји. Нововековни венци српских краљева рађени су по узору на британску круну.
Специфична врста круне (или коронета за ниже рангове) се користи у хералдици под строгим правилима. Заиста, неке монархије никада нису имале физичку круну, већ само хералдичку представу, као у уставној краљевини Белгији, где никада није дошло до крунисања; краљевско постављање се врши свечаном заклетвом у парламенту, у војној униформи: краљ се не признаје као по божанском праву, већ преузима једину наследну јавну функцију у служби закона.

## Варијације
- Костимско покривало за главу које имитира круну монарха назива се и крунски шешир. Такве круне за костиме могу да носе глумци који приказују монарха, људи на костимираним забавама или ритуални „монарси“ као што је краљ карневала или особа која је пронашла драгуљ у краљевској торти.
- Свадбена круна, која се понекад назива и коронал, коју носи млада, а понекад и младожења, на свом венчању, налази се у многим европским културама од давнина. Данас је то најчешће у православним културама. Православна брачна служба има део који се зове крунисање, где се млада и младожења крунишу као „краљ“ и „краљица“ свог будућег домаћинства. На грчким венчањима, круне су дијадеме обично направљене од белог цвећа, синтетичког или правог, често украшене сребром или седефом. Постављају се на главе младенаца и спаја их трака од беле свиле. Затим их пар чува као подсетник на њихов посебан дан. На словенским венчањима, круне се обично праве од китњастог метала, дизајниране да подсећају на царску круну, а изнад глава младенаца држе их кумови. Парохија обично поседује један комплет који ће користити за све парове који су тамо венчани, јер су оне много скупље од круна у грчком стилу. Ово је било уобичајено у католичким земљама у прошлости.
- Круне се такође често користе као симболи религиозног статуса или поштовања, од стране божанстава (или њихових представљања као што је статуа) или од стране њихових представника, нпр. Црна круна Кармапа Ламе, која се понекад користи као модел за ширу употребу од стране верника.
- Круна од трња, према Новом завету, стављена је на главу Исуса пре његовог распећа и постала је уобичајен симбол мучеништва.
- Према римокатоличком предању, Богородица Марија је крунисана за Краљицу Неба након свог узнесења на небо. Често се приказује како носи круну, а њене статуе у црквама и светињама свечано су крунисане током маја.
- Круна бесмртности је такође честа у историјској симболици.
- Верује се да је хералдички симбол Три круне, који се односи на три еванђеоска мага (мудраца), који се традиционално називају краљевима, постао симбол шведског краљевства, али се такође уклапа у историјску (личну, династичку) Калмарску унију (1397 –1520) између три краљевства Данске, Шведске и Норвешке.
- У Индији, круне су познате као макута (на санскриту "креста"), и коришћене су у Индији од давнина и описане су као украс хиндуистичких богова или краљева. Стил макута су затим копирала индијска краљевства на која је утицао хинду-будистички концепт краљевства у југоисточној Азији, као што су Јава и Бали у Индонезији, Камбоџи, некадашњој Бурми и Тајланду.
- Плесачи одређених традиционалних тајландских плесова често носе круне (монгкут) на глави. Они су инспирисани крунама које носе божанства и краљеви.
- На пред-Хиспанским Филипинима дијадеме налик круни, или Путонг, носили су елитни појединци и божанства, међу низом златних украса.[1][2]

## Терминологија
Три различите категорије круна постоје у оним монархијама које користе круне или државне регалије.
- За крунисање: носе их монарси приликом крунисања.
- Државне: носе их монарси у другим државним приликама.
- Супружничке круне: носи супружник, означавајући ранг који је додељен као уставни протокол куртоазије.

Круне или слична покривала за главу, какве носе племство и други високорангирани људи испод владара, на енглеском се често називају коронет; међутим, у многим језицима ова разлика се не прави и иста реч се користи за обе врсте покривала за главу (нпр. француска couronne, немачка krone, холандска kroon). У неким од ових језика израз „круна ранга“ (rangkroon) се односи на начин на који се ове круне могу рангирати према хијерархијском статусу. У класичној антици, круна која се понекад додељивала људима који нису владари, као што су тријумфални војни генерали или спортисти, заправо је била венац или дијадема налик врпци.

## Историја
Круне су откривене у праисторијским временима из Харијане, Индија. Претеча круне била је трака звана дијадема, коју су носили персијски цареви Ахеменида. Усвојио га је Константин Велики и носили су га сви наредни владари каснијег Римског царства.
У антици су коришћене бројне круне различитих облика. Дијадему су носили и египатски фараони, која је била повезана са соларним култовима, асоцијација која није потпуно изгубљена, јер је касније оживела под римским царем Августом. У време фараона Аменофиса III (владао од 1390-1352) ношење дијадеме јасно је постало симбол краљевске породице.
Сorona radiata - „светлећу круну“ која је најпознатија на Кипу слободе, а коју је можда носио Хелије који је био Колос са Родоса, носили су римски цареви као део култа Сол Инвиктус пре преласка Римског царства у хришћанство. Лукијан, око 180. године нове ере, називао га је „каплетом начичканим сунчевим зрацима“.
Можда најстарија сачувана хришћанска круна у Европи је Гвоздена круна Лангобарда, римске и лангобардске антике, коју су користили Свето римско царство и Краљевина Италија. Касније је поново коришћена за крунисање модерних краљева Наполеонове и аустријске Италије и представљање уједињене Италије након 1860. Данас се круна чува у катедрали у Монци.
У хришћанској традицији европских култура, где црквена санкција потврђује монархијску моћ када се нови монарх попне на трон, круну на главу новог монарха ставља верски званичник на церемонији крунисања. Неки, мада не сви, рани цареви Светог римског царства путовали су у Рим у неком тренутку своје каријере да би их папа крунисао. Наполеон је, према легенди, изненадио папу Пија VII када је пружио руку и крунисао сам себе, иако је у стварности овај редослед церемоније био унапред договорен.
Данас само Британска монархија и Монархија Тонга, са својим монарсима, настављају ову традицију, иако многе монархије задржавају круну као национални симбол. Француски крунски драгуљи продати су 1885. по налогу Треће Француске републике, њихово драго камење замењено стаклом, задржано из историјских разлога и изложено у Лувру. Шпански крунски драгуљи уништени су у великом пожару у 18. веку, док су такозвани „ирски крунски драгуљи“ (заправо само ознаке британског суверена Најславнијег реда Светог Патрика) украдени из Даблинског замка 1907. године, непосредно пре инвеституре Бернарда Едварда Барнабија Фиц Патрика, 2. барона Кастлтауна.
Круна краља Џорџа XII од Грузије израђена је од злата и украшена са 145 дијаманата, 58 рубина, 24 смарагда и 16 аметиста. Имала је облик круга са орнаментима и осам лукова. На врху круне је глобус надвишен крстом.
Посебна покривала за главу за означавање владара датирају још из праисторије и налазе се у многим одвојеним цивилизацијама широм света. Обично се у круну уграђују ретки и драгоцени материјали, али то је битно само за појам крунског драгуља. Злато и драгуљи су уобичајени у западним и оријенталним крунама. У индијанским цивилизацијама претколумбијског Новог света, ретко перје, као што је перје кецала, често је украшавало круне; тако и у Полинезији (нпр. Хавајима).
Церемоније крунисања се често комбинују са другим ритуалима, као што је устоличење (трон је исто толико симбол монархије као и круна) и помазање (опет, религиозна санкција, једини чин одређен у библијској традицији Израела).
У другим културама, круна се не користи као еквивалент крунисању, али глава ипак може бити другачије симболично украшена; на пример, са краљевском тиком у хиндуистичкој традицији Индије.

## Галерија
- Круна Дарија Великог, око 500 година пре нове ере.
- Старогрчка круна Критонија, материјал за сахрану или брак, 370–360. п. н. е. Из гроба у Арменту, Базиликата.
- Круна Тиља Тепе (Авганистан, 1. век нове ере)
- Круна ризнице катедрале у Есену (11. век)
- Круна Светог римског царства (11. век)
- Круна Светог Вацлава (Бохемија)
- Круна Холандије
- Круна Баварске
- Света круна Угарске (12. век)
- Круна великог војводе од Бадена
- Круна Виртемберга
- Круна Стефана Бочкаја
- Круна Вилхелма II (Пруска)
- Круна принцезе Бланш
- Круна Киани (Иран - Каџарска династија)
- Круна Пахлавија (Иран - династија Пахлавија)
- Круна царице (Иран - династија Пахлави)
- Круна Болеслава Храброг из Пољске. Реплика направљена између 2001. и 2003. након што је оригинална круна стара 1000 година уништена у касном 18. веку.
- Средњовековна круна Бугарске чува се у Националном историјском музеју Бугарске
- Руска царска круна (14. век)
- Краљевска круна Шведске (1561)
- Репродукција царске круне француског Наполеона III.
- Царска круна кинеског цара (династија Минг) (1368–1644)
- Круна Бантен султаната, Бантен из 16. века, Индонезија
- Круна Светог Едварда (1661)
- Круна Луја XV
- Круна грузијског краља Џорџа XII
- Круна султаната, Источни Калимантан из 19. века, Индонезија
- Велика круна победе (Тајланд)
- Царске круне поглавара држава Краљевине Непал (19. век)
- Круна краља Норвешке
- Хералдичка круна Руског царства.
- Царска круна јапанског цара Комеија (1831–1867) .
- Царска круна Педра II од Бразила (1841)
- Царска круна Индије, коју је носио цар Џорџ V у свом Делхијском Дурбару (1911).